# Wildberg und Drösidl
Die Herrschaft Wildberg und Drösidl war eine Grundherrschaft im Viertel ober dem Manhartsberg im Erzherzogtum Österreich unter der Enns, dem heutigen Niederösterreich.

## Ausdehnung
Die Herrschaft mit dem Gut Grub umfasste zuletzt die Ortsobrigkeit über Wildberg oder Markt Messern, Poigen, Grub, Dietmanndorf, Dorna, Haselberg, Irnfritz, Wappoltenreith, Reichardt, Radessen und Oedt, Drösidl, Ludweis, Ulrichschlag, Dröbings, Liebnitz und Alberndorf. Der Sitz der Verwaltung befand sich im Schloss Wildberg (in Messern).

## Geschichte
Der letzte Inhaber der Stiftsherrschaft war Honorius Burger in seiner Funktion als Abt des Stifts Altenburg. Die Herrschaft wurde mit den Reformen 1848/1849 aufgelöst.